# Stachyanthus
Stachyanthus es un género  de plantas  perteneciente a la familia Icacinaceae. Es originario de África tropical. El género fue descrito por Adolf Engler y publicado en  Nat. Pflanzenfam. Nachtr. 1: 227, en el año 1897.

## Taxonomía
| Stachyanthus | \| \| Stachyanthus cuneatus \| \| \| \| \| \| Stachyanthus devredii \| \| \| \| \| \| Stachyanthus donisii \| \| \| \| \| \| Stachyanthus occidentalis \| \| \| \| \| \| Stachyanthus zenkeri \| \| \| \| |
|              | \| \| Stachyanthus cuneatus \| \| \| \| \| \| Stachyanthus devredii \| \| \| \| \| \| Stachyanthus donisii \| \| \| \| \| \| Stachyanthus occidentalis \| \| \| \| \| \| Stachyanthus zenkeri \| \| \| \| |
|              | Stachyanthus cuneatus |
|              | |
|              | Stachyanthus devredii |
|              | |
|              | Stachyanthus donisii |
|              | |
|              | Stachyanthus occidentalis |
|              | |
|              | Stachyanthus zenkeri |
|              | |

- Stachyanthus argyrophyllus Mart. & Zucc. ex Baker
- Stachyanthus martii DC.
- Stachyanthus occidentalis (Keay & É.Miège) Boutique
- Stachyanthus zenkeri Engl.